# Fukutsu
Fukutsu (jap. 福津市 Fukutsu-shi) – miasto portowe w Japonii, w prefekturze Fukuoka, na wyspie Kiusiu.

## Historia
Miasto powstało 24 stycznia 2005 roku w wyniku połączenia miasteczek Fukuma oraz Tsuyazaki (z powiatu Munakata).

## Populacja
Zmiany w populacji Fukutsu w latach 1970–2015:
| Rok  | Populacja |
| ---- | --------- |
| 1970 | 31 023    |
| 1975 | 36 192    |
| 1980 | 42 131    |
| 1985 | 47 504    |
| 1990 | 49 573    |
| 1995 | 54 144    |
| 2000 | 55 778    |
| 2005 | 55 677    |
| 2010 | 55 431    |
| 2015 | 58 781    |